# Englesqueville-en-Auge
Englesqueville-en-Auge är en kommun i departementet Calvados i regionen Normandie i norra Frankrike. Kommunen ligger i kantonen Pont-l'Évêque som ligger i arrondissementet Lisieux. År 2022 hade Englesqueville-en-Auge 113 invånare.

## Befolkningsutveckling
Antalet invånare i kommunen Englesqueville-en-Auge
Referens: INSEE